# Villa Epecuén
Villa Epecuén é uma localidade argentina que no passado tratou-se de uma cidade resort, mas que em 6 de novembro de 1985, graças a uma seicha, uma espécie de onda estacionária, a cidade perdeu sua barragem, as marés começaram a subir e tudo foi inundado.